# Ermita de Santa Bárbara (Novelda)
La ermita de Santa Bárbara de Novelda (Provincia de Alicante, España) fue construida en 1799 según Pascual Madoz, tras haberse derribado en 1775 una ermita anterior de idéntica advocación.
Se levanta sobre uno de los cerros en que se asienta la ciudad. Esta ermita ofrece interés no solo por su intrínseco valor artístico, sino por cuanto se nos aparece como uno de los hitos que configuran el paisaje urbano de Monòver.
Declarada monumento histórico artístico de carácter local por la Academia de San Fernando en 1983. 

## Descripción
Levantada sobre un gran basamento de piedra, la ermita se configura en planta como un rectángulo en cuyo interior alberga una elipse, situándose en los lados menores un ingreso porticado y el presbiterio con una serie de dependencias anejas: sacristía y vivienda de la santera, que cierran el citado rectángulo. Se accede al pórtico merced a una escalinata y se configura éste mediante tres arcos de medio punto que sostienen una espadaña en forma de frontón mixtilíneo, todo ello apoyado sobre pilares dóricos de fuste octogonal. 
La composición geométrica interior está formada por una gran elipse cubriéndose completamente por una bella cúpula de igual forma apoyada directamente sobre los muros perimetrales de forma exterior rectangular. El estilo de la ermita sigue modelos del barroco valenciano, cubriéndose con teja azul, pero deriva de posiciones claramente barrocas e italianas con una suave mezcla de neoclásico. Es la única de la diócesis que utiliza la curva, valorable al mismo nivel que la capilla de la Comunión de Santa María de Elche. Sus autores pueden ser José Gonzálvez de Coniedo o Lorenzo Chápuli.
Desde la explanada de la ermita se contempla una amplia panorámica de los valles del Vinalopó, con Elda y Petrel al fondo.